# Castello svevo (Brindisi)
Il Castello Svevo di Brindisi, detto anche Castello di Terra  o Castello Svevo-Aragonese , si trova a ridosso del centro storico di Brindisi, una sua parte si affaccia nella parte interna del porto cittadino, a difesa anche di quest'importante area della città.

## Storia

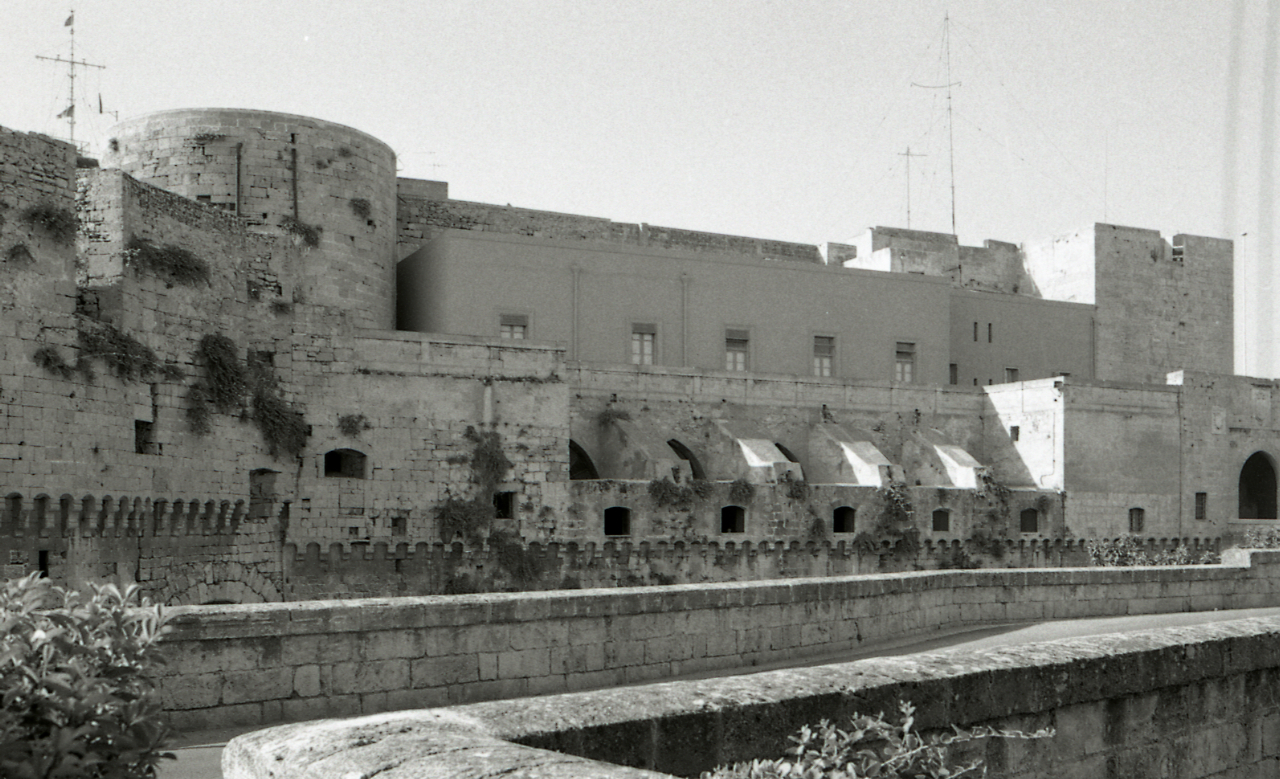
Il castello in una foto di Paolo Monti del 1970

L'origine della costruzione è da riferire all'età sveva, secondo la testimonianza di Riccardo di San Germano che la colloca intorno al 1227, e cioè proprio negli anni in cui è attestata la presenza di Federico II di Svevia a Brindisi, tra il suo matrimonio con Jolanda di Brienne (1225) e la partenza della sesta crociata (1228). Gli storici locali riferirono, senza alcun riscontro archeologico, che per la sua costruzione furono utilizzati materiali di reimpiego romani (in particolare dall'anfiteatro).
Dai registri angioini veniamo informati che Carlo I d'Angiò provvide al restauro del castello (sopraelevazione delle torri) e all'edificazione di un palazzo reale al suo interno (1272-1283), dando l'incarico di supervisore all'architetto Pierre d'Angicourt.
Si deve a Ferdinando I di Napoli il primo ampliamento del maniero brindisino (seconda metà del XV secolo): la modifica, dettata dalle nuove esigenze belliche dovute all'adozione delle armi da fuoco, consistette nella costruzione di un'ulteriore cinta muraria, più bassa e più spessa della precedente, munita di torrioni bassi e circolari dotati di scarpa. Il precedente fossato venne coperto da volte e furono creati così nuovi ambienti, adatti ad ospitare uomini in arme, ma anche la popolazione in caso d'emergenza.

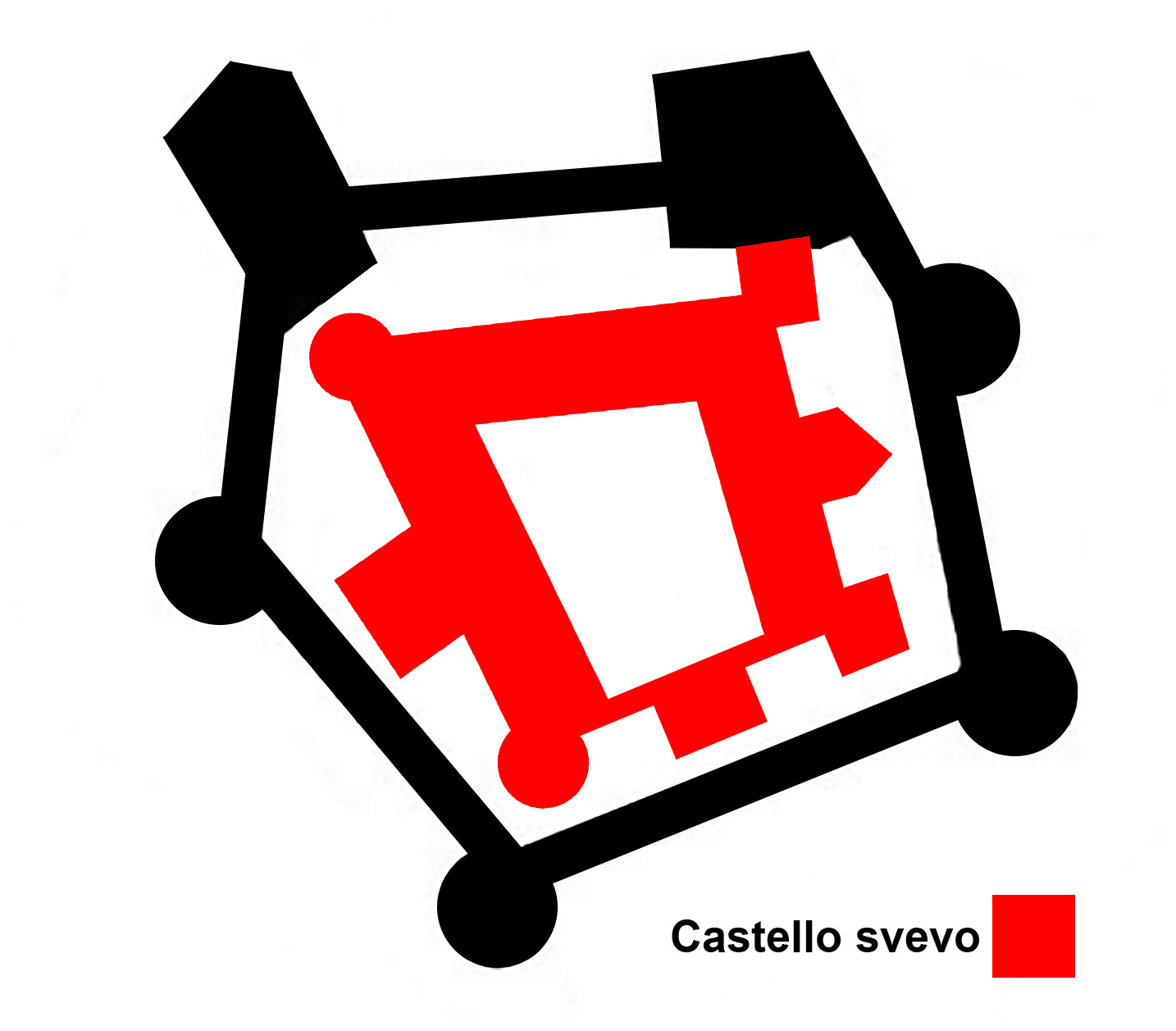
Mappa del castello svevo

Nel 1496 il castello insieme alla città venne consegnato sotto il "protettorato" della Repubblica di Venezia, il castello in questo periodo è perfettamente funzionale, infatti in una relazione al doge veneziano viene descritto come "bello e fortissimo, che domina la città e gli altri castelli". Nel 1526 vi furono ulteriori modifiche apportate da Giovanni Battista Pignatelli. Di lì a poco la città e in particolare il castello furono interessati da un duro assedio, da parte delle armate della Lega franco-veneto-papalina contro Carlo V d'Asburgo: le cronache raccontano che contro gli assedianti che avevano preso la città, furono sparati dal castello colpi di artiglieria senza alcuna considerazione per la popolazione civile.

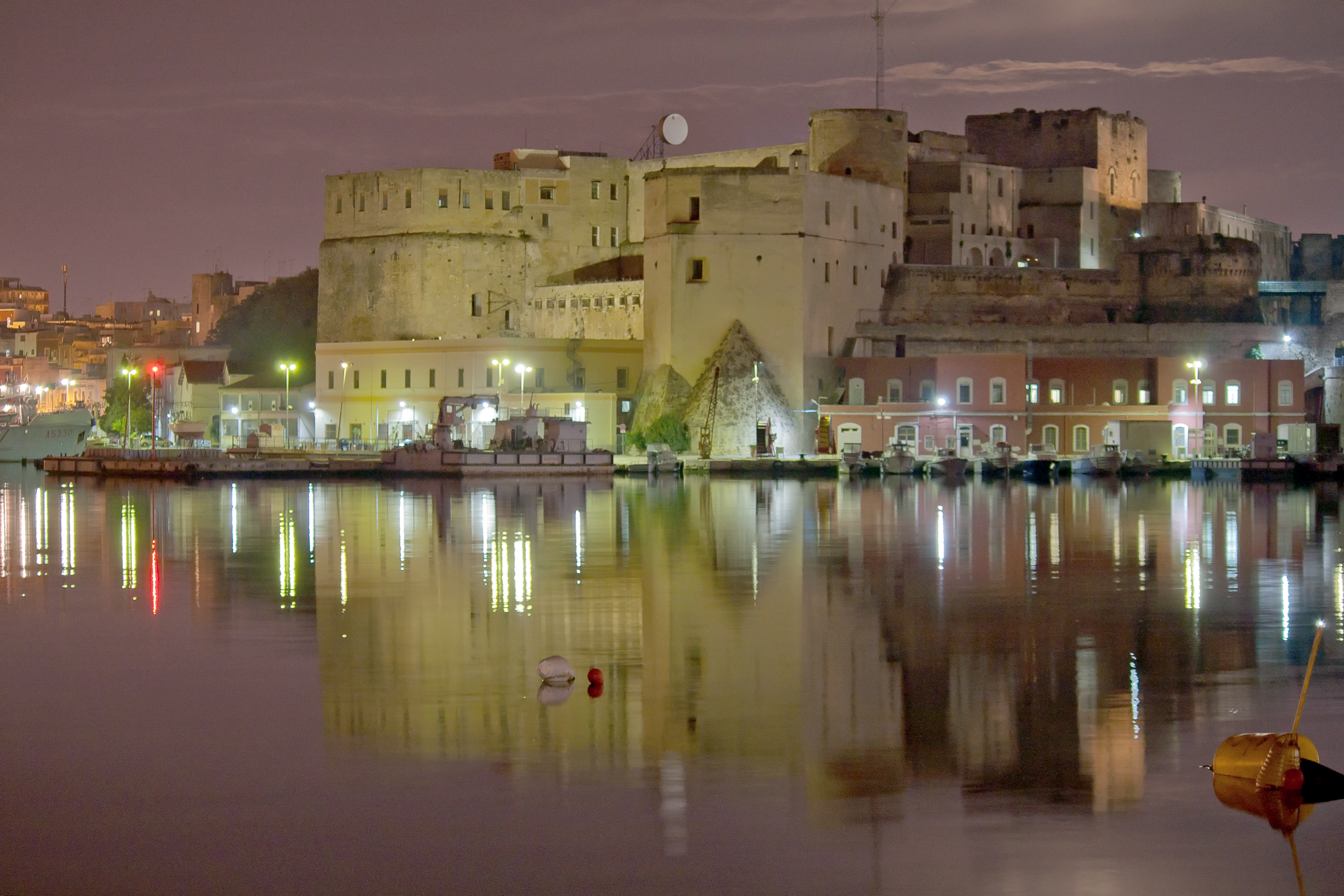
Castello visto dal porto, con i torrioni poligonali

In seguito l'impianto del castello venne ulteriormente fortificato con l'edificazione di due grandi "puntoni" poligonali verso il porto.
Per tutto l'800 il castello era stato adibito a bagno penale e poi a carcere fino al 1909, quando si percepì l'importanza strategica di Brindisi nell'Adriatico, ufficializzandone il ruolo di piazzaforte militare nel 1910.
La sera del 13 giugno 2024 il Castello svevo di Brindisi ha ospitato la cena dei leader del G7, accolti dal Presidente della Repubblica italiana Sergio Mattarella.

## Descrizione
Il castello si sviluppa attorno ad un cortile di forma trapezoidale circondato da un'alta muraglia munita di un magnifico mastio con funzione di entrata e altre sei torri, due di forma circolare tre a pianta quadrata e una pentagonale: questo nucleo originario appartiene al periodo svevo.
La cortina più esterna è chiaramente riferibile al XV-XVI secolo: sono qui presenti infatti i classici torrioni circolari tardo medievali e rinascimentali, muniti di artiglieria.

## Galleria d'immagini

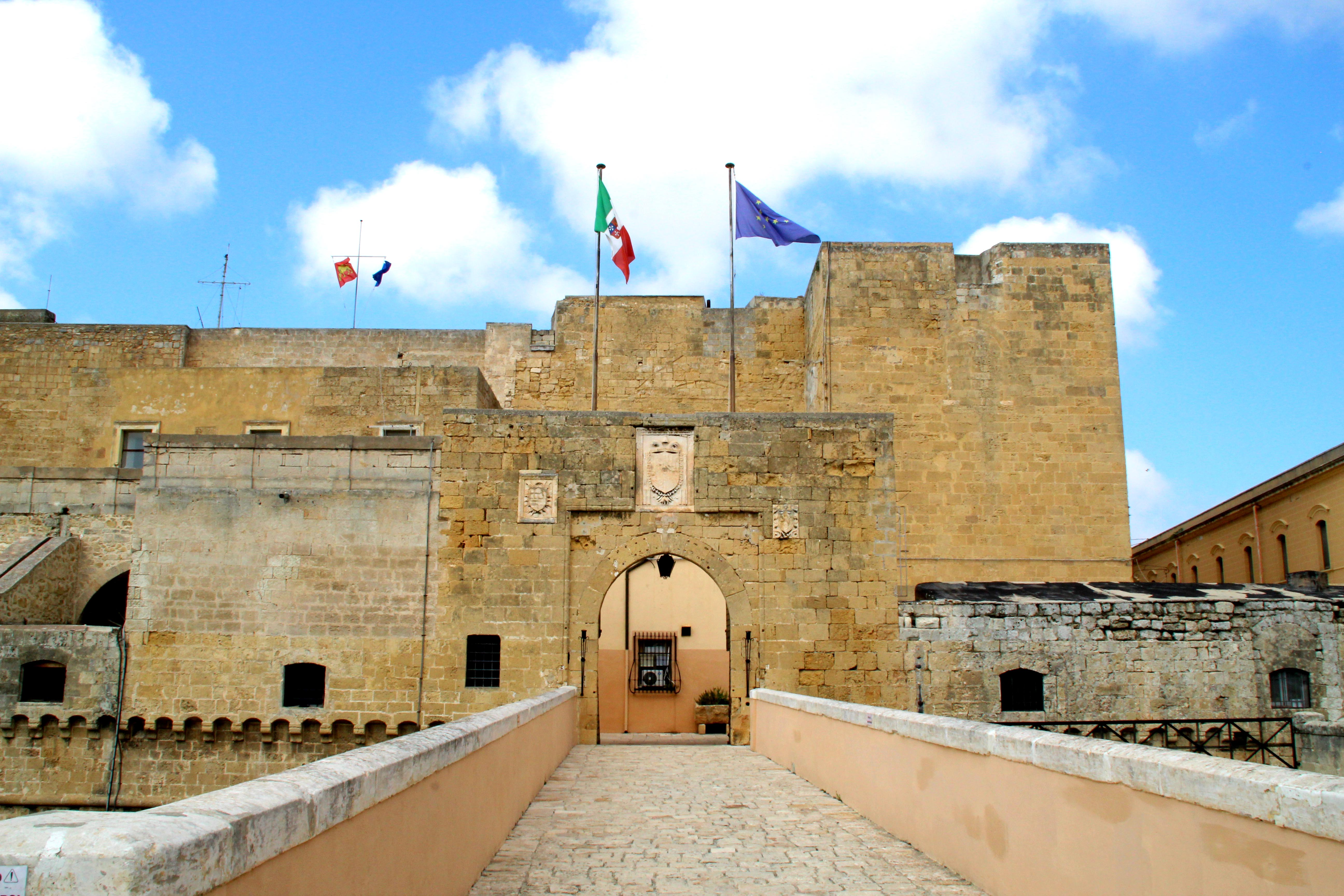
Entrata
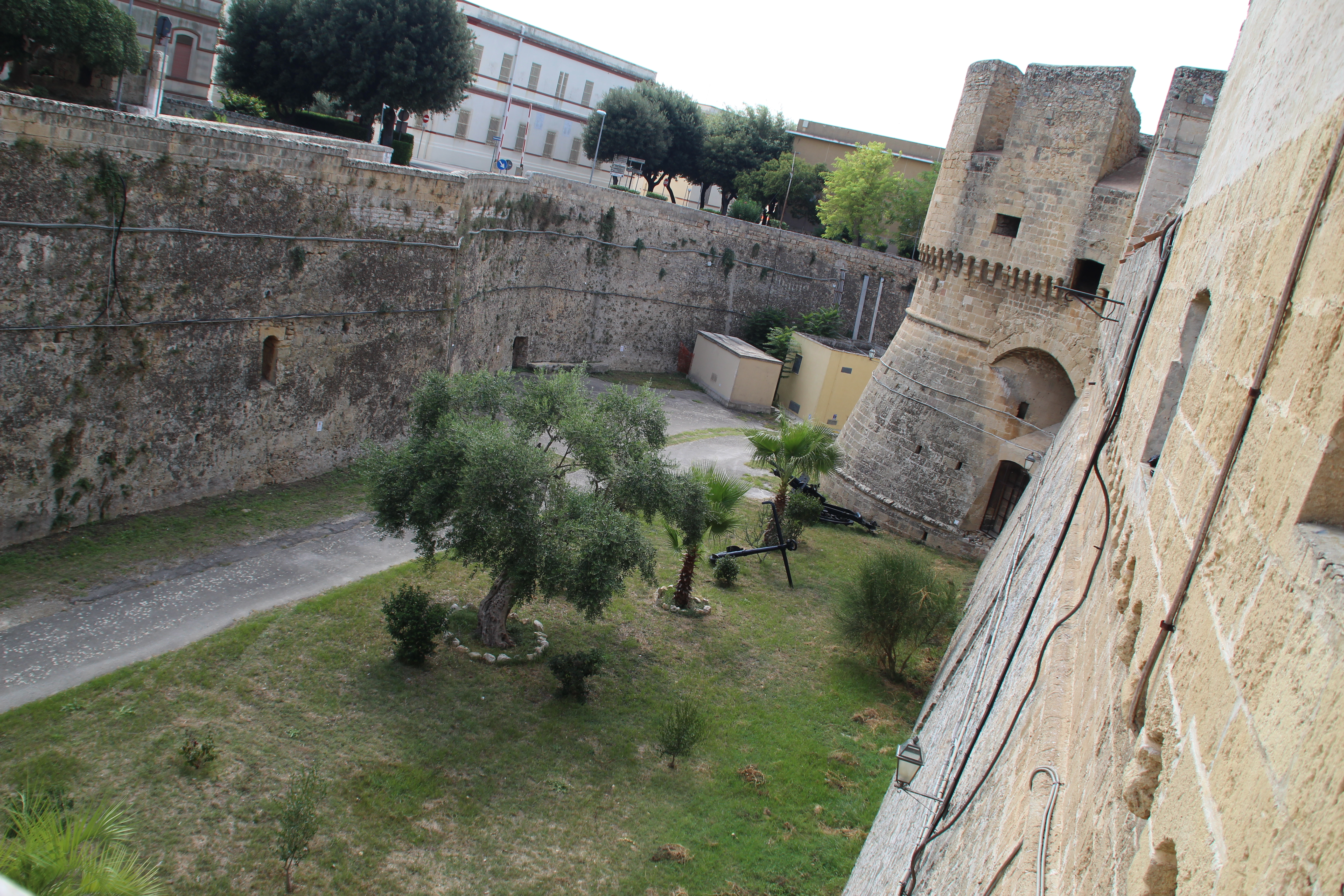
Fossato, lato est
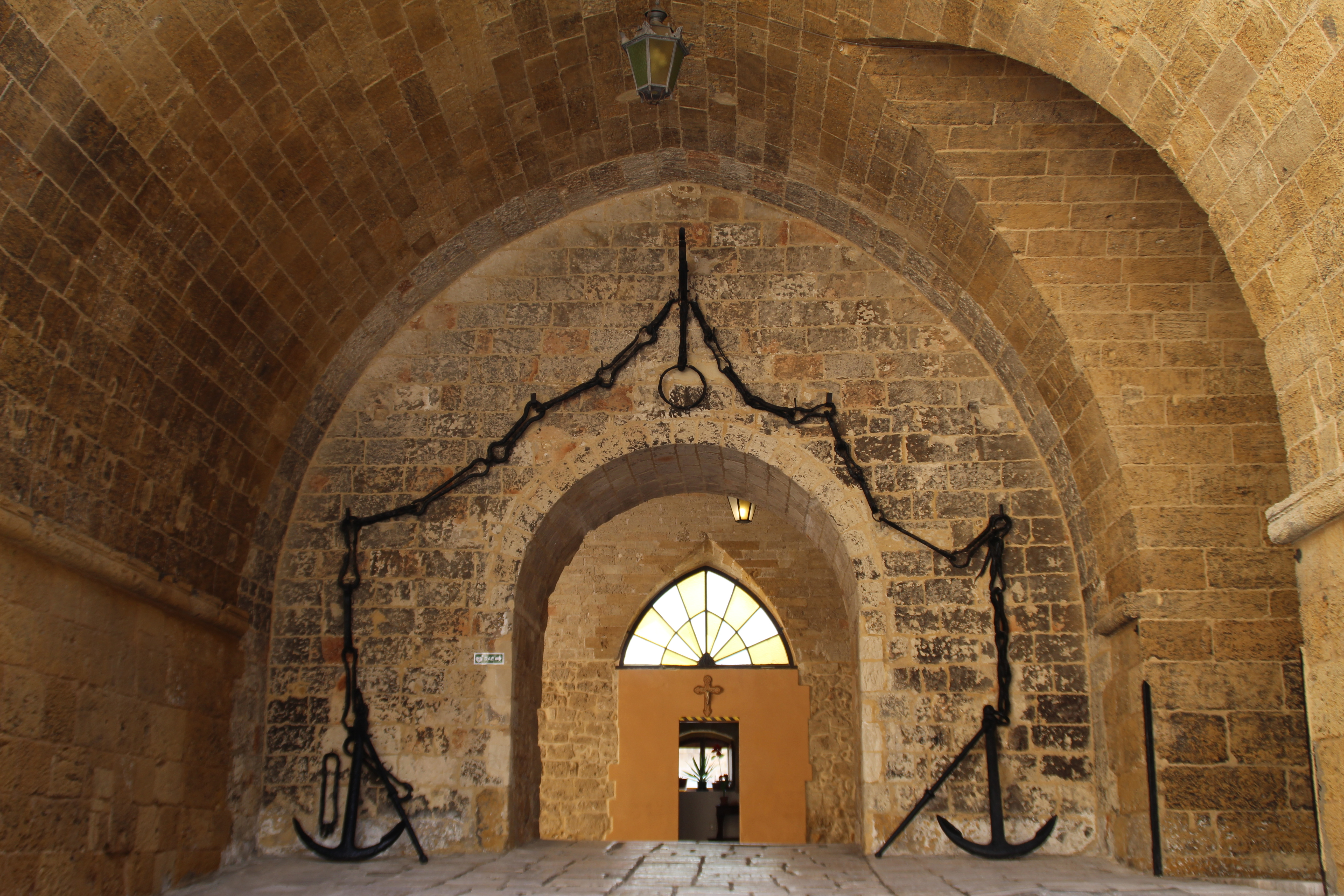
Corridoio per la piazza d'armi, con la catena angioina appesa alla parete
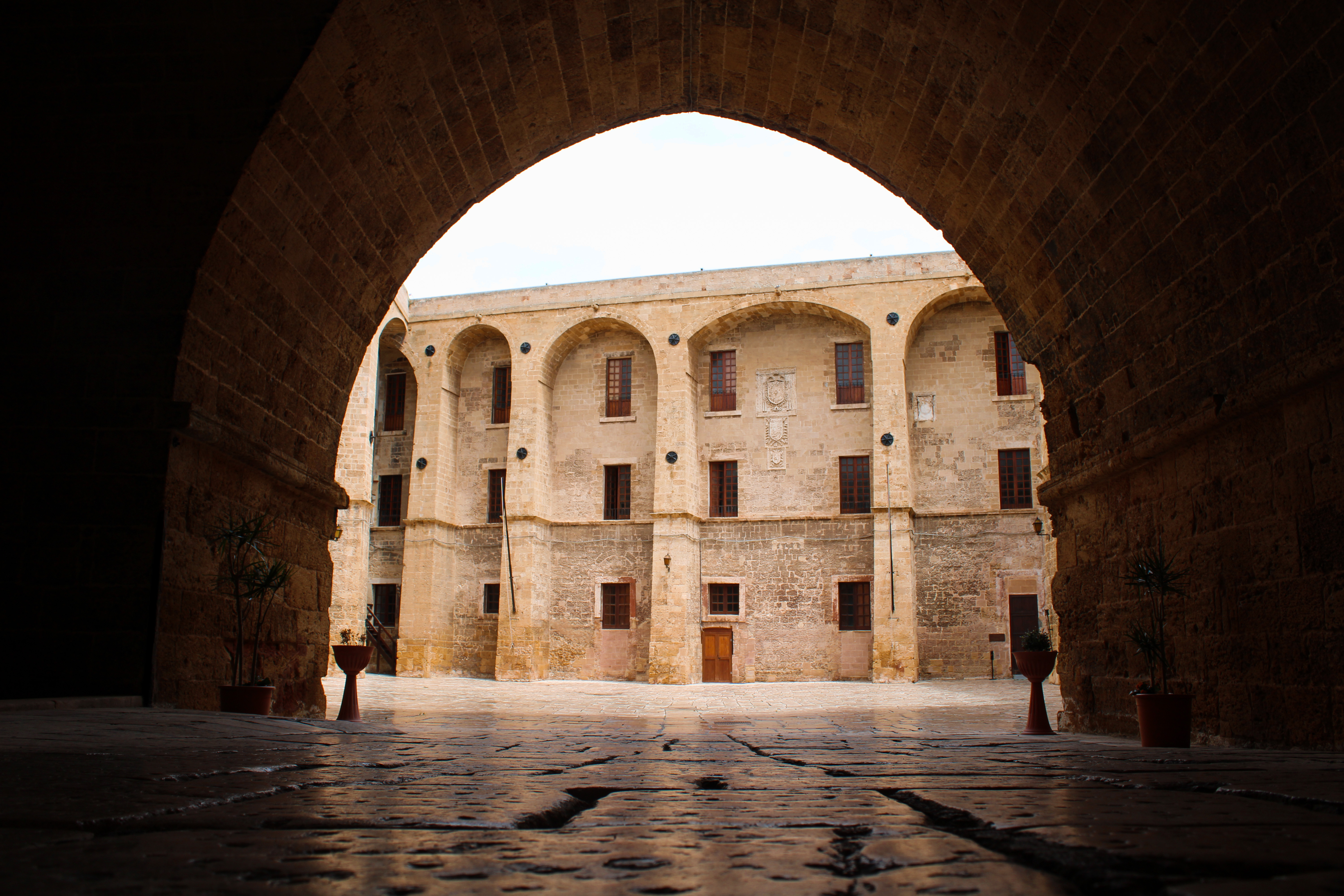
Piazza d'armi
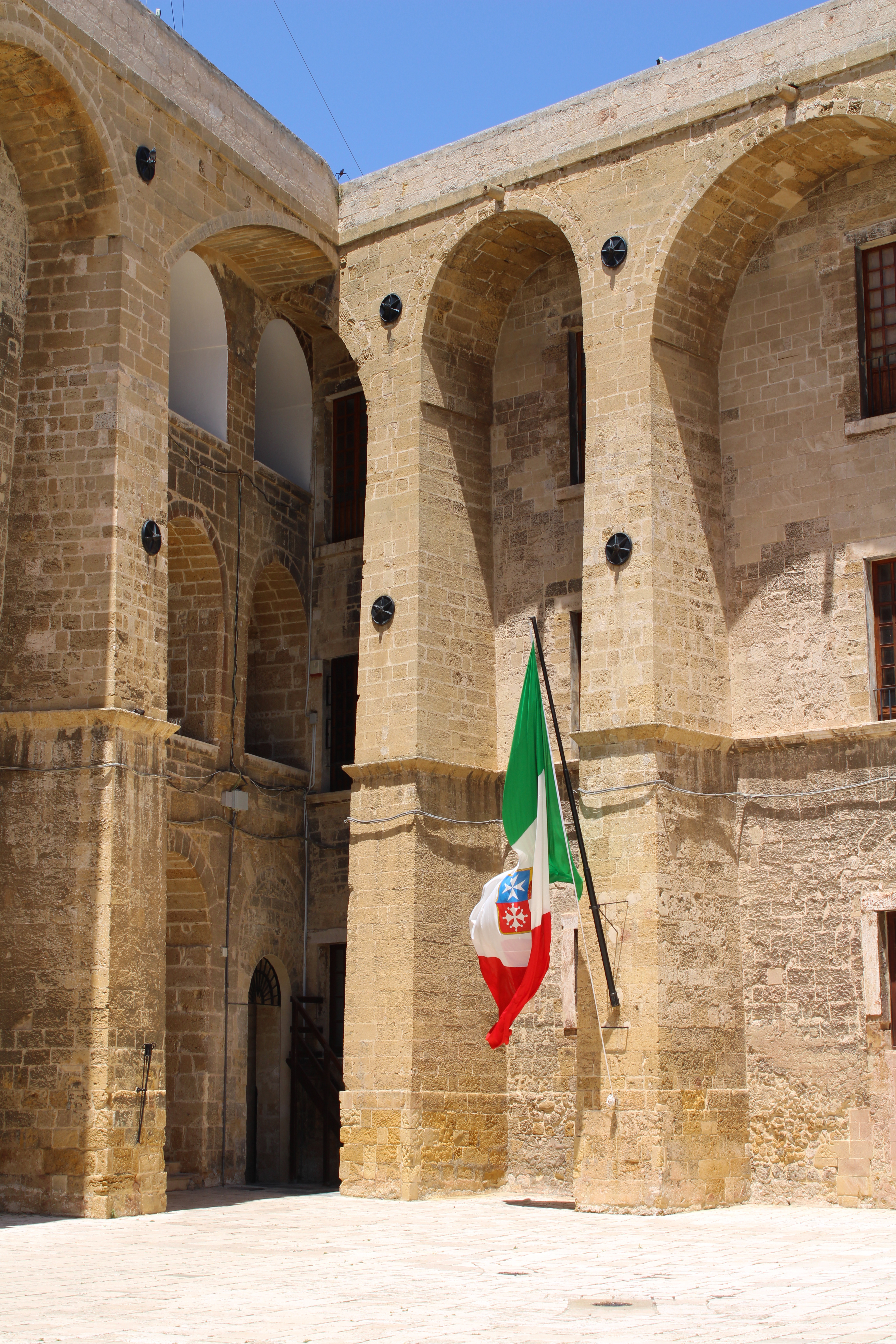
Angolo della piazza d'armi
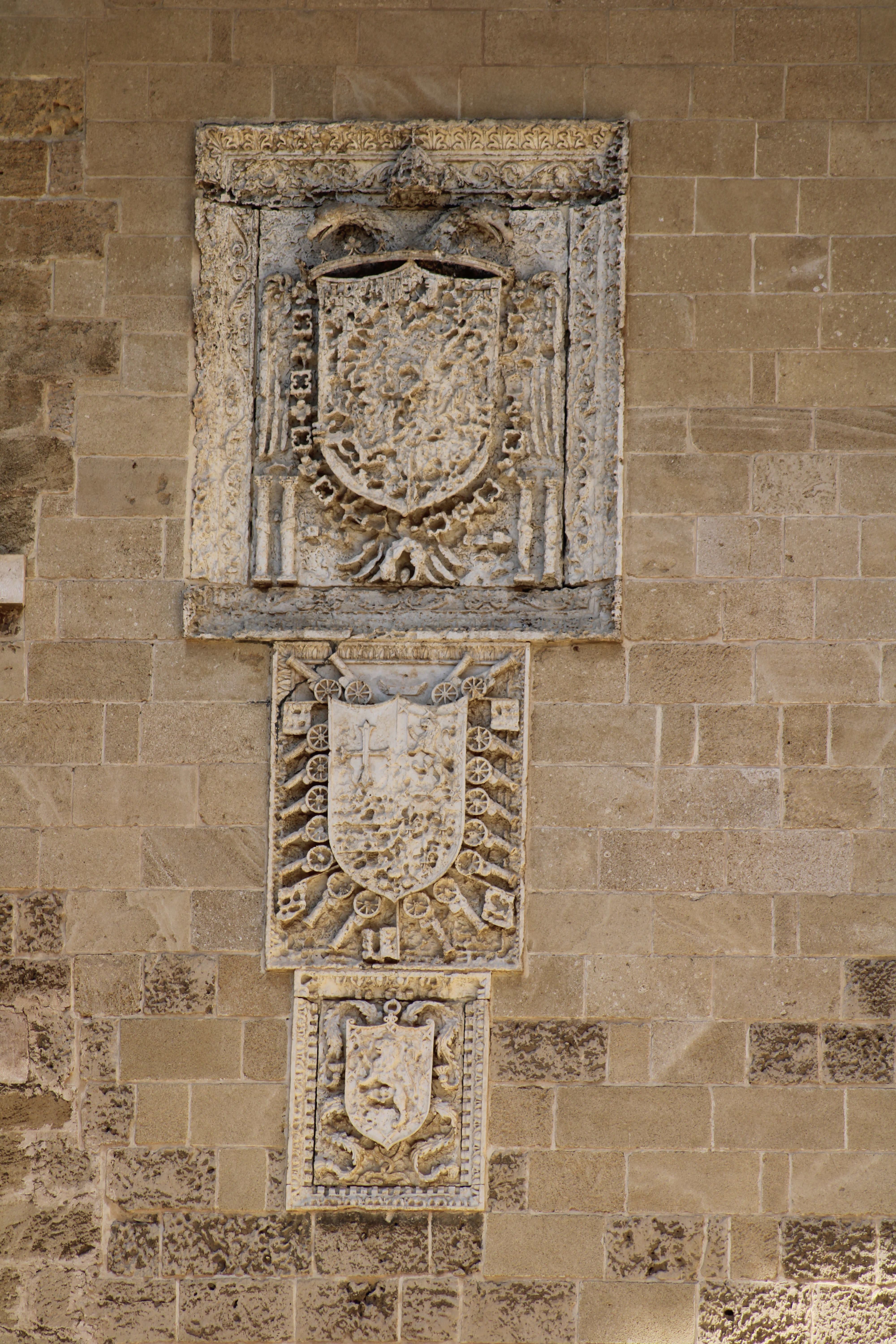
Stemmi nella piazza d'armi
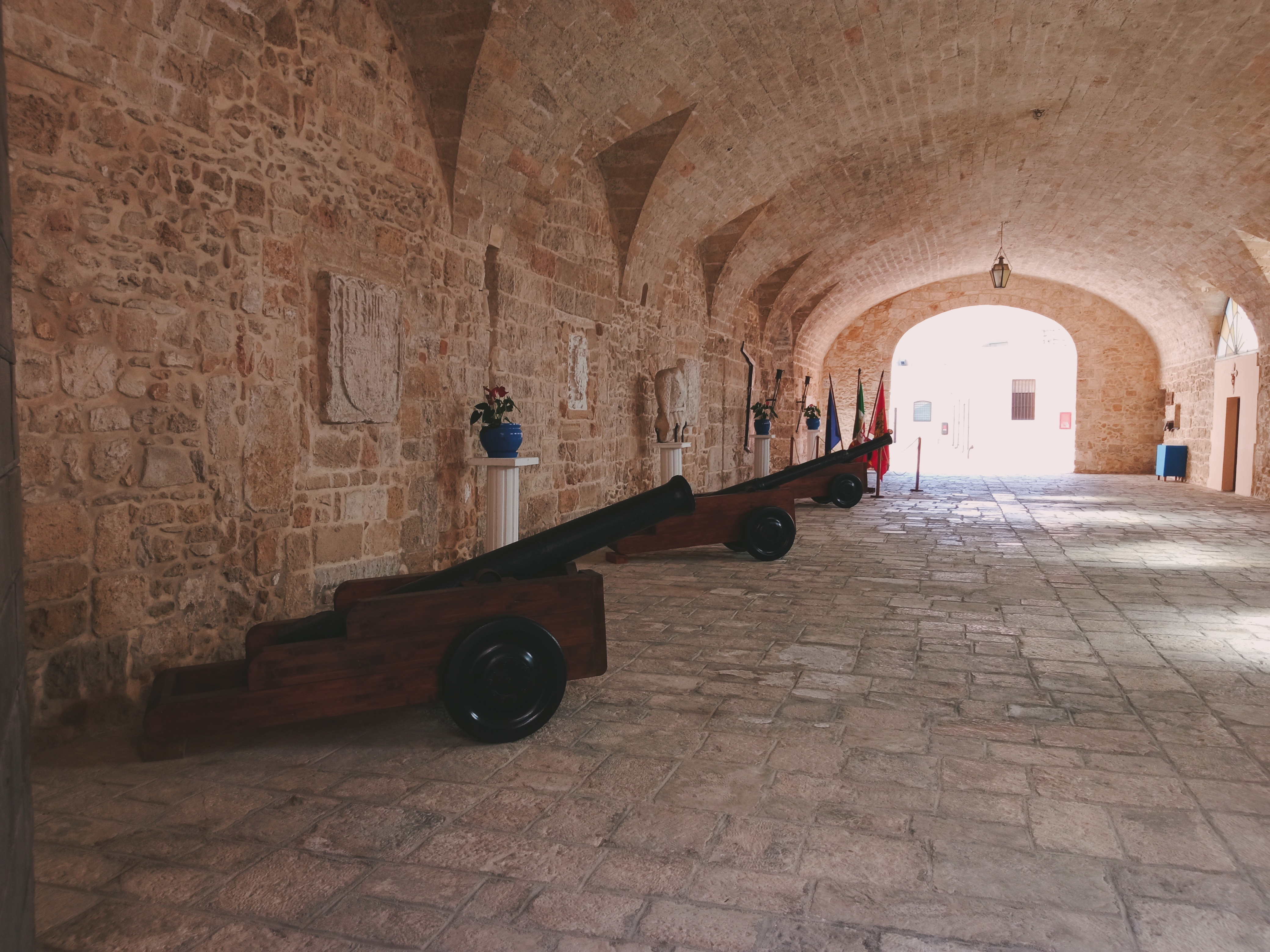
Una stanza del castello